# Belphégor (divinité)
Pour les articles homonymes, voir Belphégor.
Belphégor est une divinité antique révérée sur le mont Pe’or (littéralement « qui s'ouvre »), inspiré du dieu Baal Phégor (en hébreu : בעל פעור). Elle est aussi considérée comme une déformation de Baal-Péor, et c'est la divinité féminine de la fécondité chez les Moabites.
Reprise dans la démonologie chrétienne, cette figure est fréquemment évoquée dans la culture populaire.

## Dans la Torah
Cette divinité est mentionnée dans la Torah comme étant un symbole de débauche et de luxure. Il est conté que les Hébreux menés par Moïse ont fait une halte à Moab lors de leur marche vers le pays de Canaan, se laissant entraîner à la débauche par des femmes moabites et du pays de Madian, ils se sont livrés au culte de Baal et de Belphégor.
Le responsable de ces errements, un devin de Mésopotamie nommé Balaam, est ensuite tué par les Israélites, ainsi que presque toute la population de Madian (et ses cinq rois), et tous les coupables israélites.

## Démonologie chrétienne
Dans la démonologie chrétienne, Belphégor est le démon qui séduit ses victimes en leur inspirant des découvertes et des inventions ingénieuses destinées à les enrichir. Il prend souvent un corps de jeune femme. Rachi ayant expliqué par ailleurs qu'on déféquait devant lui, certains érudits l'ont identifié comme Crepitus, dieu des flatulences ou Priape, un dieu de la fertilité, ithyphallique, considéré comme obscène par les chrétiens.

## Dans la culture populaire

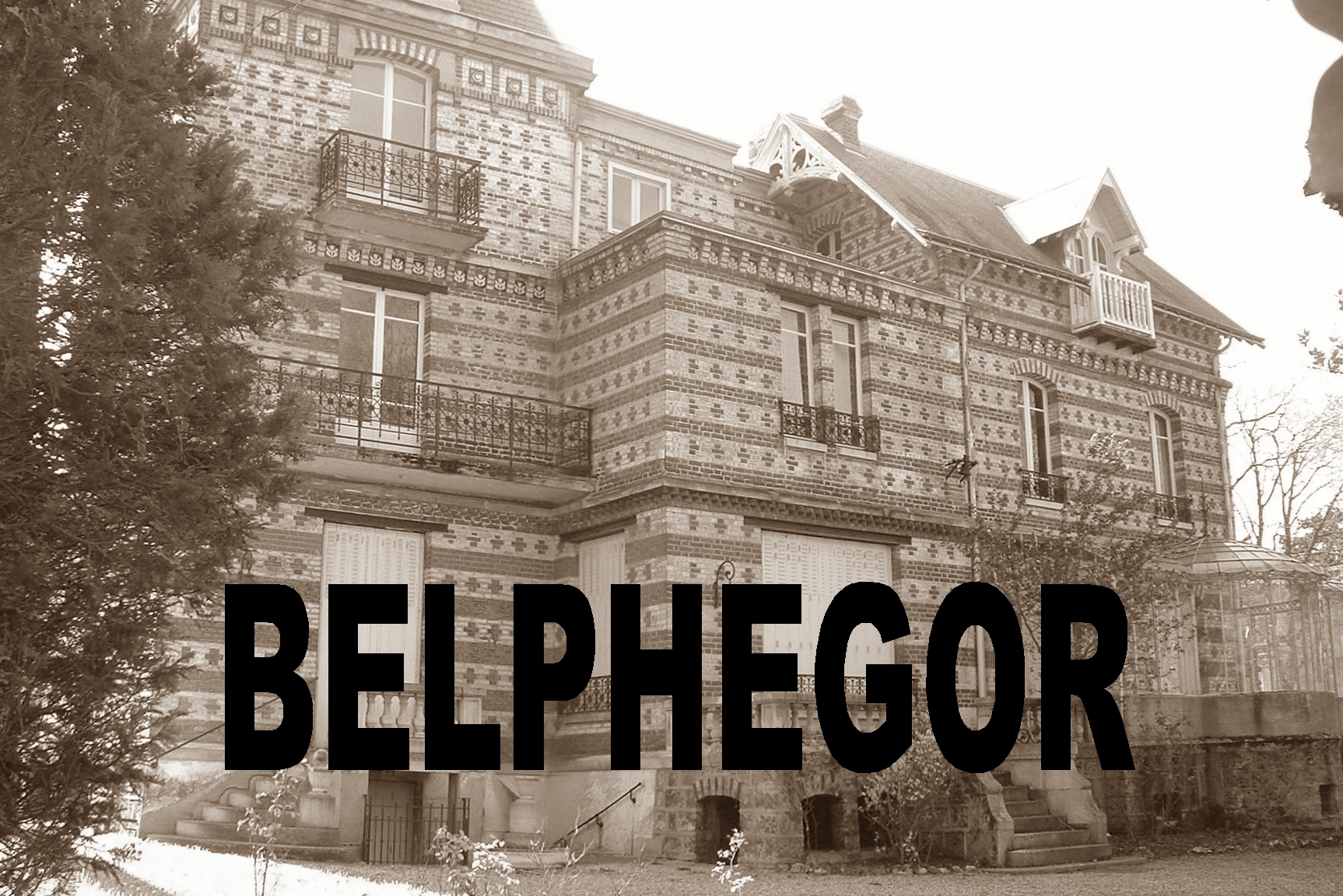
La maison de Lady Hodwin.

Des images très différentes de Belphégor ont nourri la légende populaire.
Cette divinité est représentée dans des dessins animés, des films, des romans ou encore dans des chansons comme étant masculine ou féminine, une divinité ou bien plus souvent un démon. Ainsi on retrouve :
- Belphégor ou le Fantôme du Louvre : série télévisée (1965) qui inspira en 2001 le film Belphégor, le fantôme du Louvre dont le scénario diffère toutefois de la série, tant dans les personnages que dans l'intrigue.
- Belphégor est cité dans la chanson Lost du groupe français Noir Désir, extraite de l'album Des visages des figures datant de 2001.
- Un groupe de black métal autrichien porte aussi le nom de ce démon ou de cette divinité : Belphegor.
- C'est également le nom d'un groupe de post-punk allemand des années 1980, écrit différemment : Belfegore.
- Belphégor est un personnage du visual novel Umineko no naku koro ni (2007), en étant l'un des sept pieux du  purgatoire et représente la Paresse.

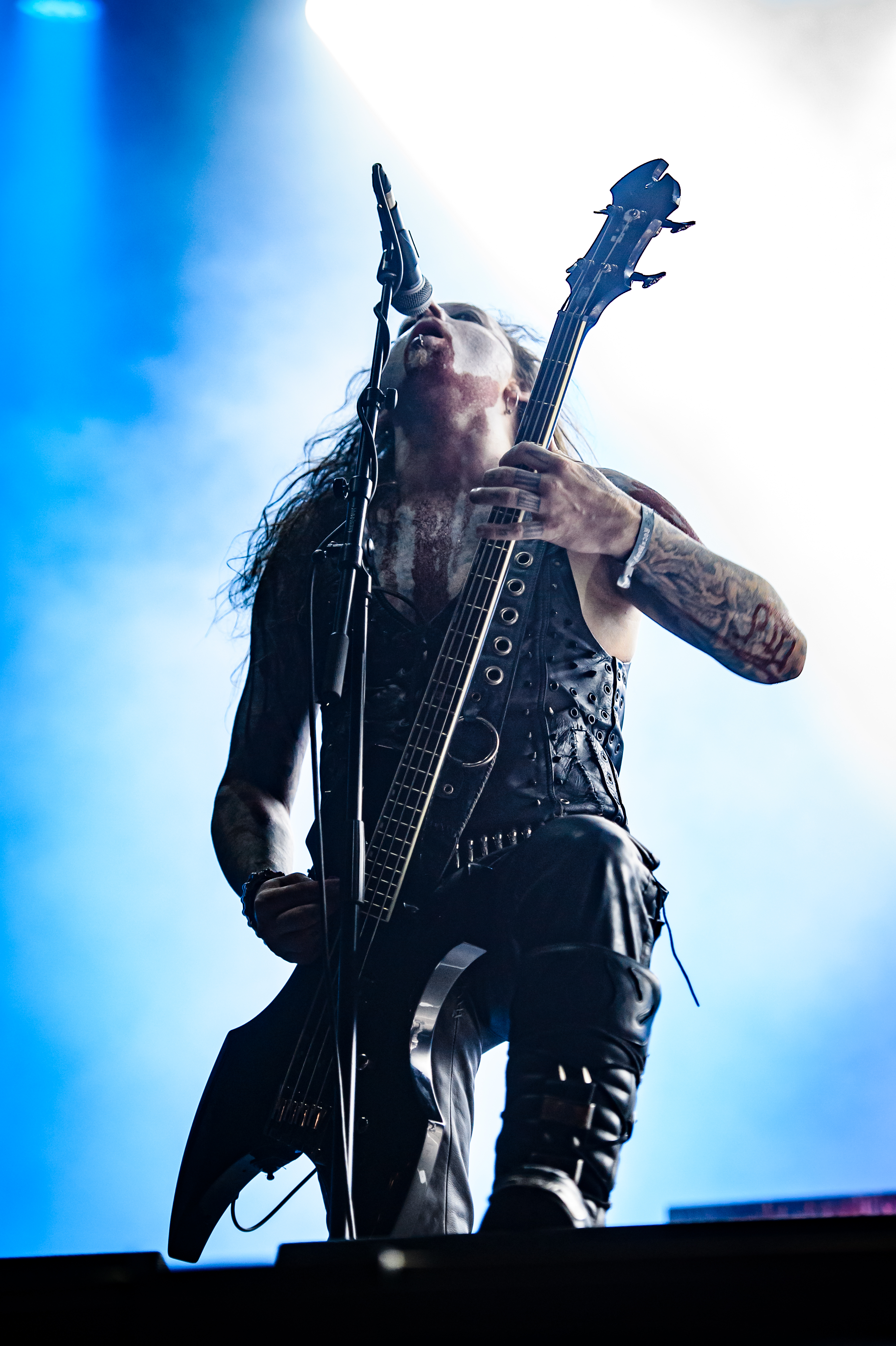
groupe Belphegor

- On retrouve également Belphégor dans le manga populaire Beelzebub, décrit comme l'un des 7 anciens souverains du royaume des démons.
- Belphégor, roman policier (1927) Arthur Bernède.
- Belphégor, film sorti la même année
- Belphégor, série télévisée d'animation.
- Supernatural, série télévisée (2020, saison 15).
- Belfagor, opéra en 1 prologue, 2 actes, 1 épilogue d'Ottorino Respighi.
- Dans le jeu vidéo mobile Obey Me!, Belphégor est l’un des sept frères démons de l’histoire, incarnant l’Avatar de la Paresse.
- Dans la série d'animation Helluva Boss de Vivienne Medrano, Belphégor est un démon féminin incarnant également le péché de Paresse.